# انفكاك الظفر
انفكاك الظفر ( بالإنجليزية:Onycholysis )
يشير إلى انفصال الظفر عن سرير الظفر، في الغالب يبدأ من مقدمة الظفر وأو من الجانبين. في اليدين، يُقال أنه يحدث على وجه الخصوص في البنصر ولكنه يمكن أن يحدث في أي ظُفر. من الممكن حدوثه أيضاً في أظافر أصابع القدم.
يحدث انفكاك الظفر في العديد من الحالات مثل الصدفية. أما في حالة فرط نشاط الغدة الدرقية يُعتقد أن انفكاك الظفر يحدث نتيجة فرض في نشاط الجهاز السيمبثاوي. من الممكن أن نراه أيضاً نتيجة عدوى أو صدمات.

## التسمية
كلمة Onycho مشتقة من الكلمة اليونانية ónuks والتي تعني ظفر، أما الكلمة اليونانية القديمة lúsis فتعني ارتخاء.

## الأسباب
- مجهول السبب.
- الرُضوح،
- الالتهابات خاصة الفطرية منها.
- فقر الدورة الدموية الطرفية مثل داء رينود
- أمراض جلدية مثل الصدفية و التهاب الجلد.
- أمراض جهازية مثل كل من فرط ونقص نشاط الغدة الدرقية، البُرْفيرِيَّةٌ الجِلْدِيَّةُ الآجِلَةُ والتهاب المفاصل الارتكاسي.
- أحياناً كاستجابة للمنظفات مثل غسل الصحون بيدين عاريتين واستعمال الصابون والشامبوهات التي تحتوي على [بحاجة لمصدر]
- المرضى المصابون باضطراب في وظيفة الكبد قد يصابون برقة في الشعر وتغيرات في الأظافر مثل ابيضاض، تقعر وانفكاك والتي قد تصيب كل من أظافر اليدين والقدمين.[5]